# Gran Premio motociclistico d'Australia 2000
Il Gran Premio motociclistico d'Australia 2000 corso il 29 ottobre, è stato il sedicesimo e ultimo Gran Premio della stagione 2000 e ha visto vincere nella classe 500 la Yamaha di Max Biaggi, nella classe 250 la Yamaha di Olivier Jacque e nella classe 125 la Honda di Masao Azuma.
Dopo quello della classe 500 e quello della classe 125 assegnati prima dell'ultimo GP, si assegna anche il titolo della classe 250 che va al pilota francese Olivier Jacque dopo un serrato testa a testa con il giapponese Shin'ya Nakano che si classificherà secondo sia nel gran premio che nella classifica finale.

## Classe 500

### Arrivati al traguardo
| Pos | Nº | Pilota                   | Squadra                    | Motocicletta | Giri | Tempo     | Griglia | Punti |
| --- | -- | ------------------------ | -------------------------- | ------------ | ---- | --------- | ------- | ----- |
| 1   | 4  | Max Biaggi               | Marlboro Yamaha            | Yamaha       | 27   | 42:29.792 | 12      | 25    |
| 2   | 65 | Loris Capirossi          | Emerson Honda Pons         | Honda        | 27   | +0.182    | 5       | 20    |
| 3   | 46 | Valentino Rossi          | Nastro Azzurro Honda       | Honda        | 27   | +0.288    | 8       | 16    |
| 4   | 10 | Alex Barros              | Emerson Honda Pons         | Honda        | 27   | +0.426    | 2       | 13    |
| 5   | 24 | Garry McCoy              | Red Bull Yamaha WCM        | Yamaha       | 27   | +1.885    | 6       | 11    |
| 6   | 6  | Norick Abe               | Antena 3 Yamaha-d'Antin    | Yamaha       | 27   | +3.818    | 11      | 10    |
| 7   | 2  | Kenny Roberts Jr         | Telefonica Movistar Suzuki | Suzuki       | 27   | +3.846    | 4       | 9     |
| 8   | 99 | Jeremy McWilliams        | Blu Aprilia                | Aprilia      | 27   | +3.878    | 1       | 8     |
| 9   | 8  | Tadayuki Okada           | Repsol YPF Honda           | Honda        | 27   | +4.308    | 10      | 7     |
| 10  | 9  | Nobuatsu Aoki            | Telefonica Movistar Suzuki | Suzuki       | 27   | +12.582   | 13      | 6     |
| 11  | 55 | Régis Laconi             | Red Bull Yamaha WCM        | Yamaha       | 27   | +15.939   | 3       | 5     |
| 12  | 17 | Jurgen van den Goorbergh | Rizla Honda                | TSR-Honda    | 27   | +40.420   | 17      | 4     |
| 13  | 56 | Tekkyū Kayō              | Tecmas Honda Elf           | Honda        | 27   | +1:06.159 | 15      | 3     |
| 14  | 31 | Tetsuya Harada           | Blu Aprilia                | Aprilia      | 27   | +1:15.267 | 19      | 2     |
| 15  | 15 | Yoshiteru Konishi        | FCC TSR                    | TSR-Honda    | 26   | +1 giro   | 18      | 1     |

### Ritirati
| Nº | Pilota        | Squadra          | Motocicletta | Giri | Griglia |
| -- | ------------- | ---------------- | ------------ | ---- | ------- |
| 5  | Sete Gibernau | Repsol YPF Honda | Honda        | 20   | 14      |
| 7  | Carlos Checa  | Marlboro Yamaha  | Yamaha       | 10   | 7       |
| 68 | Mark Willis   | Proton TEAM KR   | Modenas KR3  | 7    | 16      |
| 33 | David Tomás   | Sabre Sport      | Honda        | 6    | 20      |
| 1  | Àlex Crivillé | Repsol YPF Honda | Honda        | 3    | 9       |

### Non qualificati
| Nº | Pilota            | Moto  |
| -- | ----------------- | ----- |
| 25 | José Luis Cardoso | Honda |
| 36 | Stephen Briggs    | BSL   |

## Classe 250

### Arrivati al traguardo
| Pos | Nº | Pilota             | Squadra                    | Motocicletta | Giri | Tempo     | Griglia | Punti |
| --- | -- | ------------------ | -------------------------- | ------------ | ---- | --------- | ------- | ----- |
| 1   | 19 | Olivier Jacque     | Chesterfield Yamaha Tech 3 | Yamaha       | 25   | 39:19.795 | 2       | 25    |
| 2   | 56 | Shin'ya Nakano     | Chesterfield Yamaha Tech 3 | Yamaha       | 25   | +0.014    | 1       | 20    |
| 3   | 74 | Daijirō Katō       | Axo Honda Gresini          | Honda        | 25   | +14.525   | 3       | 16    |
| 4   | 6  | Ralf Waldmann      | Aprilia Germany            | Aprilia      | 25   | +14.556   | 5       | 13    |
| 5   | 35 | Marco Melandri     | Blu Aprilia                | Aprilia      | 25   | +30.945   | 4       | 11    |
| 6   | 4  | Tōru Ukawa         | Shell Advance Honda        | Honda        | 25   | +49.942   | 6       | 10    |
| 7   | 14 | Anthony West       | Shell Advance Honda        | Honda        | 25   | +59.116   | 15      | 9     |
| 8   | 24 | Jason Vincent      | Padgetts M/C Sales         | Aprilia      | 25   | +59.170   | 9       | 8     |
| 9   | 10 | Fonsi Nieto        | Antena 3 Yamaha-d'Antin    | Yamaha       | 25   | +59.563   | 8       | 7     |
| 10  | 44 | Roberto Rolfo      | Racing Factory             | Aprilia      | 25   | +59.588   | 17      | 6     |
| 11  | 9  | Sebastián Porto    | Edo Racing                 | Yamaha       | 25   | +59.677   | 10      | 5     |
| 12  | 8  | Naoki Matsudo      | Petronas Sprinta Team TVK  | Yamaha       | 25   | +59.692   | 23      | 4     |
| 13  | 25 | Vincent Philippe   | Axo Honda Gresini          | TSR-Honda    | 25   | +1:08.252 | 19      | 3     |
| 14  | 23 | Julien Allemand    | Yamaha Kurz Aral           | Yamaha       | 25   | +1:11.768 | 12      | 2     |
| 15  | 37 | Luca Boscoscuro    | Diesel Vasco Rossi Racing  | Aprilia      | 25   | +1:20.888 | 20      | 1     |
| 16  | 11 | Ivan Clementi      | Campetella Racing          | Aprilia      | 25   | +1:20.965 | 28      |       |
| 17  | 16 | Johan Stigefelt    | Dee Cee Jeans Racing       | TSR-Honda    | 25   | +1:21.234 | 18      |       |
| 18  | 30 | Alex Debón         | CC Valencia Airtel Aspar   | Aprilia      | 25   | +1:24.803 | 7       |       |
| 19  | 18 | Shahrol Yuzy       | Petronas Sprinta Team TVK  | Yamaha       | 25   | +1:33.561 | 13      |       |
| 20  | 42 | David Checa        | Team Fomma                 | TSR-Honda    | 25   | +1:33.618 | 11      |       |
| 21  | 31 | Lucas Oliver Bultó | Antena 3 Yamaha-d'Antin    | Yamaha       | 25   | +1:36.630 | 24      |       |
| 22  | 41 | Jarno Janssen      | Rizla Honda                | TSR-Honda    | 24   | +1 giro   | 22      |       |

### Ritirati
| Nº | Pilota            | Squadra                   | Motocicletta | Giri | Griglia |
| -- | ----------------- | ------------------------- | ------------ | ---- | ------- |
| 91 | Shaun Geronimi    | RGV Spares                | Yamaha       | 19   | 26      |
| 22 | Sébastien Gimbert | Tino Villa Racing         | TSR-Honda    | 8    | 25      |
| 93 | Terry Carter      | Clive Carter Motorcycles  | Yamaha       | 5    | 30      |
| 15 | Adrian Coates     | QUB Team Optimum          | Aprilia      | 3    | 14      |
| 20 | Jerónimo Vidal    | PR2 - Circuito de Almería | Aprilia      | 3    | 21      |

### Non partiti
| Nº | Pilota          | Squadra               | Motocicletta | Griglia |
| -- | --------------- | --------------------- | ------------ | ------- |
| 21 | Franco Battaini | Eurobet team Battaini | Aprilia      | 16      |
| 77 | Jamie Robinson  |                       | Aprilia      | 27      |
| 26 | Klaus Nöhles    |                       | Aprilia      | 29      |

### Non qualificati
| Nº | Pilota         | Moto   |
| -- | -------------- | ------ |
| 92 | Jason Boyle    | Honda  |
| 94 | Steven Torresi | Yamaha |

## Classe 125

### Arrivati al traguardo
| Pos | Nº | Pilota          | Squadra                     | Motocicletta | Giri | Tempo     | Griglia | Punti |
| --- | -- | --------------- | --------------------------- | ------------ | ---- | --------- | ------- | ----- |
| 1   | 3  | Masao Azuma     | Benetton Playlife           | Honda        | 23   | 38:15.366 | 5       | 25    |
| 2   | 41 | Yōichi Ui       | Derbi Racing                | Derbi        | 23   | +0.622    | 2       | 20    |
| 3   | 5  | Noboru Ueda     | Givi Honda LCR              | Honda        | 23   | +4.088    | 7       | 16    |
| 4   | 1  | Emilio Alzamora | Telefonica Movistar Team    | Honda        | 23   | +4.170    | 9       | 13    |
| 5   | 54 | Manuel Poggiali | Derbi Racing                | Derbi        | 23   | +5.697    | 12      | 11    |
| 6   | 15 | Alex De Angelis | Chupa Chups Matteoni Racing | Honda        | 23   | +15.596   | 13      | 10    |
| 7   | 17 | Steve Jenkner   | Pev Massivhaus ADAC Sac     | Honda        | 23   | +15.597   | 14      | 9     |
| 8   | 26 | Ivan Goi        | Team Fomma                  | Honda        | 23   | +23.402   | 15      | 8     |
| 9   | 23 | Gino Borsoi     | LAE - UGT 3000              | Aprilia      | 23   | +32.204   | 11      | 7     |
| 10  | 16 | Simone Sanna    | Diesel Vasco Rossi Racing   | Aprilia      | 23   | +33.961   | 6       | 6     |
| 11  | 29 | Ángel Nieto Jr  | Telefonica Movistar Team    | Honda        | 23   | +42.276   | 16      | 5     |
| 12  | 18 | Toni Elías      | Chupa Chups Matteoni Racing | Honda        | 23   | +42.378   | 18      | 4     |
| 13  | 12 | Randy de Puniet | Scrab Competition           | Aprilia      | 23   | +42.700   | 20      | 3     |
| 14  | 22 | Pablo Nieto     | Derbi Racing                | Derbi        | 23   | +43.206   | 10      | 2     |
| 15  | 39 | Jaroslav Huleš  | Semprucci Biesse Aprilia    | Aprilia      | 23   | +1:07.361 | 21      | 1     |
| 16  | 35 | Reinhard Stolz  | R.S. ADAC - Esch Racing     | Honda        | 23   | +1:19.126 | 22      |       |
| 17  | 24 | Leon Haslam     | Italjet Racing              | Italjet      | 23   | +1:24.320 | 27      |       |
| 18  | 92 | Joshua Brookes  | MCA Supermarkets/Brookes    | Honda        | 23   | +1:35.650 | 19      |       |
| 19  | 34 | Eric Bataille   | Antinucci Racing            | Honda        | 23   | +1:38.754 | 24      |       |
| 20  | 33 | Stefano Bianco  | Benetton Playlife           | Honda        | 22   | +1 giro   | 29      |       |

### Ritirati
| Nº | Pilota             | Squadra                     | Motocicletta | Giri | Griglia |
| -- | ------------------ | --------------------------- | ------------ | ---- | ------- |
| 91 | Jay Taylor         | Taylor Racing               | Honda        | 20   | 28      |
| 53 | William De Angelis | Semprucci Biesse Aprilia    | Aprilia      | 18   | 26      |
| 21 | Arnaud Vincent     | CC Valencia Airtel Aspar    | Aprilia      | 17   | 8       |
| 9  | Lucio Cecchinello  | Givi Honda LCR              | Honda        | 15   | 4       |
| 94 | Michael Teniswood  | Fairbairn Cranes/Tenniswood | Honda        | 15   | 23      |
| 67 | Marco Tresoldi     | Italjet Racing              | Italjet      | 14   | 23      |
| 11 | Max Sabbatani      | Racing Service              | Honda        | 10   | 17      |
| 4  | Roberto Locatelli  | Diesel Vasco Rossi Racing   | Aprilia      | 6    | 1       |
| 8  | Gianluigi Scalvini | Bossini Fontana Racing      | Aprilia      | 2    | 3       |